# Broch Dun Mhaigh
Der eisenzeitliche Broch Dun Mhaigh (auch Dun Haig, Dun Maigh oder Dun Na Maigh genannt) liegt auf einer Felskuppe, am nördlichen Ende des Bergrückens, westlich des Südendes der Meeresbucht Kyle of Tongue, südwestlich von Tongue in Sutherland in Schottland. Dun Maigh ist ein seltenes Beispiel für einen Broch, der auch von einem Geologen (Kevin O’Reilly) untersucht wurde.

## Beschreibung
Der Broch liegt auf einer im Westen und Osten steilen, hohen schrägen Felskuppe. Im Norden und Süden ist der Zugang durch Mauern blockiert. Obwohl der Untergrund uneben ist, kann es kaum Zweifel geben, dass es sich um einen echten Broch mit Hohlwänden handelt. Sein Zugang ist etwa 5,0 m lang. Es gibt Anzeichen für eine Umgestaltung des inneren Gangendes. Mehrere Stürze befinden sich in situ. Zwei Türanschläge sind erkennbar. Der vordere Türrahmen hat ein Stangenloch in der linken Wand. Der hintere Türanschlag bestand aus rechtwinkligen, in die Wände eingelassenen Steinplatten, die abgebrochen sind. Eine Öffnung in der rechten Wand gehört zu einer ovalen Wächterzelle (englisch guard-cell). Sie ist partiell mit Kragsteinen versehen, hat jedoch eine flache Decke.
Das Brochinnere ist voll Schutt, aber Teile sind freigelegt, so dass eine lange, intramurale Galerie sichtbar ist. Ihr linker Teil ist mit Trümmern gefüllt. Der rechte enthält die nach rechts ansteigende Treppe. Die Öffnung in diese Galerie wurde bis 2003 teilweise freigelegt. Neben der unteren Treppenstufe liegt eine Sakralnische (Aumry), deren Design derjenigen im Broch von Achvarasdal (Canmore|7373) ähnelt. Nach 1985 wurde eine Menge Schutt bei Renovierungen der inneren Wandfläche entfernt.
An der Nord-, Ost- und Südseite finden sich Spuren einer wahrscheinlich einzigen Mauer, die den Broch umgab.